# آلن هارداکر
آلن هارداکر (انگلیسی: Alan Hardaker; ۲۹ ژوئیهٔ ۱۹۱۲ – ۴ مارس ۱۹۸۰) بازیکن فوتبال اهل بریتانیا بود.
از باشگاه‌هایی که در آن بازی کرده‌است می‌توان به باشگاه فوتبال هال سیتی اشاره کرد.